# ДНК-полимераза

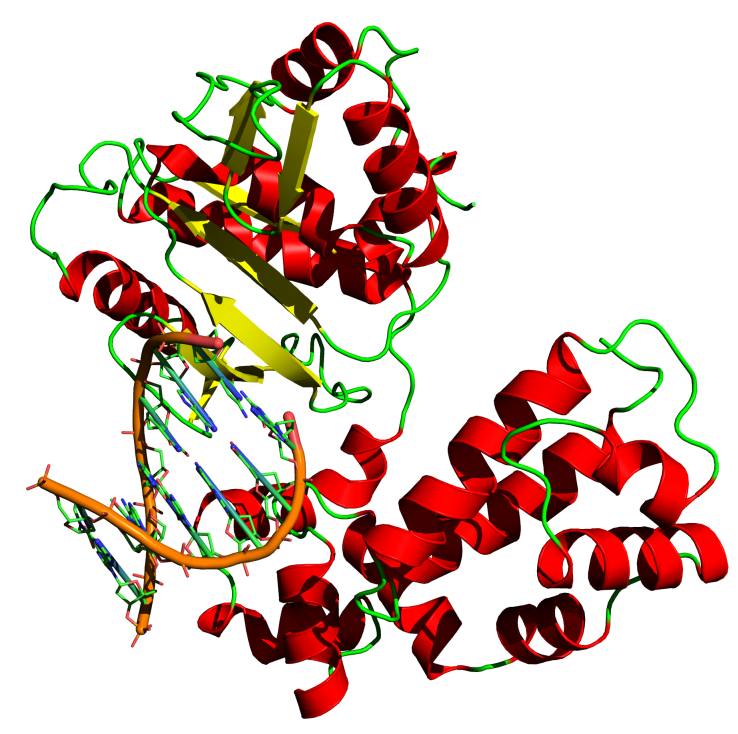
Трёхмерная структура ДНК-связывающих спирально-шпилечных участков в человеческой бета-ДНК-полимеразе (PDB: 7ICG)

ДНК-полимераза — фермент, участвующий в репликации ДНК. Ферменты этого класса катализируют полимеризацию дезоксирибонуклеотидов вдоль цепочки нуклеотидов ДНК, которую фермент «читает» и использует в качестве шаблона. Тип нового нуклеотида определяется по принципу комплементарности с шаблоном, с которого ведётся считывание. Собираемая молекула комплементарна шаблонной моноспирали и идентична второму компоненту двойной спирали.
Выделяют ДНК-зависимую ДНК-полимеразу, использующую в качестве матрицы одну из цепей ДНК, и РНК-зависимую ДНК-полимеразу (другое название обратная транскриптаза), способную также к считыванию информации с РНК (обратная транскрипция).
ДНК-полимеразу считают холоферментом, поскольку для нормального функционирования она требует присутствия ионов магния в качестве кофактора. В отсутствие ионов магния о ней можно говорить как об апоферментe.
ДНК-полимераза начинает репликацию ДНК, связываясь с отрезком цепи нуклеотидов. Среднее количество нуклеотидов, присоединяемое ферментом ДНК-полимеразой за один акт связывания/диссоциации с матрицей, называют процессивностью.

## Действие ДНК-полимеразы

Репликация ДНК

Как известно, две цепи молекулы ДНК антипараллельны. Разные концы одной цепи называются 3’-конец и 5’-конец. Репликация происходит путём непрерывного роста нуклеотида за нуклеотидом обеих новых цепей одновременно. Матрица считывается ДНК-полимеразой только в направлении 3’-5’, добавляя свободные нуклеотиды к 3’-концу собираемой цепочки. Поэтому синтез ДНК происходит непрерывно только на одной из матричных цепей, называемой «лидирующей». Во второй цепи («отстающей») синтез происходит короткими фрагментами.
Ни одна из известных ДНК-полимераз не может создать цепочку «с нуля»: они в состоянии лишь добавлять нуклеотиды к уже существующей 3’-гидроксильной группе. По этой причине ДНК-полимераза нуждается в праймере, к которому она могла бы добавить первый нуклеотид. Праймеры состоят из оснований РНК и ДНК, при этом первые два основания всегда РНК-основания. Праймеры синтезируются другим ферментом — праймазой. Ещё один фермент — хеликаза — необходим для раскручивания двойной спирали ДНК с формированием одноцепочечной структуры, которая обеспечивает репликацию обеих цепочек в соответствии с полуконсервативной моделью репликации ДНК.
Некоторые ДНК-полимеразы обладают также способностью исправлять ошибки во вновь собираемой цепочке ДНК. Если происходит обнаружение неправильной пары нуклеотидов, ДНК-полимераза откатывается на один шаг назад. Благодаря своей 3'-5'-экзонуклеазной гидролитической активности ДНК-полимераза может исключить неправильный нуклеотид из цепочки и затем вставить на его место правильный, после чего репликация продолжается в нормальном режиме.

## Многообразие ДНК-полимераз
Структура ДНК-полимераз достаточно жёстко фиксирована. Их каталитические субъединицы очень мало различаются в различных видах живых клеток. Такая фиксация структуры обычно появляется там, где отсутствие разнообразия обусловлено огромной важностью или даже незаменимостью для функционирования клетки.
Генами некоторых вирусов тоже кодируются особые ДНК-полимеразы, которые могут избирательно реплицировать вирусные ДНК. Ретровирусы обладают геном необычной ДНК-полимеразы, называемой ещё обратной транскриптазой, являющейся РНК-зависимой ДНК-полимеразой и осуществляющей сборку ДНК на основе шаблонной РНК.

## Семейства ДНК-полимераз
На основании своей структуры ДНК-полимеразы могут быть разбиты на семь семейств: A, B, C, D, X, Y, и RT.

### Семейство A
Семейство A включает в себя репликативные и восстановительные ДНК-полимеразы. Репликативные члены этого семейства представлены, например, хорошо исследованной ДНК-полимеразой вируса Т7 или эукариотической митохондриальной ДНК-полимеразой γ. Среди восстановительных полимераз мы находим такие примеры как ДНК-полимераза I E. coli, полимераза I из Thermus aquaticus или полимераза I Bacillus stearothermophilus. Восстановительные полимеразы участвуют в процессе устранения ошибок в собираемой ДНК, а также в обработке фрагментов Оказаки.

### Семейство B
В семейство B в основном входят восстановительные полимеразы, в том числе основные эукариотические ДНК-полимеразы α, δ, и ε, а также ДНК-полимераза ζ. К этому семейству также относят ДНК-полимеразы некоторых бактерий и бактериофагов, например бактериофагов T4, Phi29 и RB69. Эти ферменты используются в синтезе и 3’-5’, и 5’-3’-моноцепей ДНК. Отличительной особенностью полимераз этого семейства является замечательная точность репликации. Многие также обладают сильным 3’-5’-экзонуклеазным действием (за исключением ДНК-полимераз α и ζ, у которых способности корректировать ошибки не наблюдается).

### Семейство C
Полимеразы этого семейства — в основном бактериальные хромосомные репликативные ферменты, обладающие, кроме того, 3’-5’-экзонуклеазным действием.

### Семейство D
Полимеразы этого семейства недостаточно изучены. Все известные образцы считаются репликативными полимеразами и обнаружены у архей субдомена Euryarchaeota.

### Семейство X
К семейству Х относится широко известная эукариотическая ДНК-полимераза β, а также и другие, такие как σ, λ, μ и концевая дезоксинуклеотидил-трансфераза (TdT). ДНК-полимераза β необходима для осуществления процесса восстановления поврежденных участков ДНК. Полимеразы λ и μ участвуют в негомологическом соединении — процессе восстановления разрывов двойной спирали. TdT экспрессируется только в лимфоидной ткани и добавляет «n нуклеотидов» к разрывам двойной спирали, образующимся во время В(Р)С-рекомбинации. Дрожжи Saccharomyces cerevisiae обладают лишь одной полимеразой X, Pol4, участвующей в негомологическом соединении.

### Семейство Y
Полимеразы этого семейства отличаются от прочих низкой производительностью на целостных шаблонах, а также способностью осуществлять репликацию на шаблонах поврежденных ДНК. Вследствие этого члены семейства называются полимеразами транслезионного синтеза. В зависимости от характера повреждения (лезии) ТЛС-полимеразы могут восстановить исходную цепочку. Ошибка может и не быть восстановлена, что приводит к мутациям. Страдающие Xeroderma pigmentosum, например, обладают мутантным геном ДНК-полимеразы η (eta), который толерантен к повреждениям, однако другие полимеразы, например ζ (относящаяся к семейству B), страдают от мутаций, что, как считается, приводит к предрасположенности к онкологическим заболеваниям.
Другие члены этого семейства — человеческие полимеразы ι, κ, а также концевая дезоксинуклеотидил-трансфераза Rev1. У E.coli имеются две ТЛС-полимеразы: IV (DINB) и V (UMUC).

### Семейство RT
Семейство обратных транскриптаз (название семейства происходит от англ. reverse transcriptase) содержит полимеразы, обнаруженные как у ретровирусов, так и у эукариот. Они являются РНК-зависимыми ДНК-полимеразами, то есть, в отличие от описанных выше ферментов, используют в качестве матрицы для синтеза РНК, а не ДНК. Эукариотические обратные транскриптазы в основном представлены теломеразами. Эти полимеразы используют шаблонную РНК для синтеза цепочки ДНК.

## Прокариотические ДНК-полимеразы
У бактерий обнаружено пять ДНК-полимераз:
- ДНК-полимераза I задействована в восстановлении ДНК, обладает и 5'-3', и 3'-5'-экзонуклеазным действием;
- ДНК-полимераза II участвует в репарации поврежденной ДНК. Обладает способностью 5'-3'-удлинения цепочки и 3'-5'-экзонуклеазным действием;
- ДНК-полимераза III — основная полимераза бактерий, обладающая также 3'-5'-экзонуклеазным действием;
- ДНК-полимераза IV, ДНК-полимераза семейства Y;
- ДНК-полимераза V, ДНК-полимераза семейства Y, принимающая участие в пропуске поврежденных участков ДНК.

## Эукариотические ДНК-полимеразы
Эукариоты содержат по меньшей мере пятнадцать видов ДНК-полимераз:
- ДНК-полимераза α выступает сначала в роли праймазы, синтезируя праймер РНК, а затем как нормальная полимераза, присоединяя к этому праймеру нуклеотиды. После того, как длина цепочки достигнет около 20 нуклеотидов[8], к синтезу ДНК приступают полимеразы δ и ε;
- ДНК-полимераза β задействована в восстановлении ДНК;
- Pol γ, осуществляющая репликацию митохондриальной ДНК;
- ДНК-полимераза δ — основная полимераза эукариот. Она высокопроизводительна, а также обладает 3'-5'-экзонуклеазным действием;
- ДНК-полимераза ε, иногда замещающая ДНК-полимеразу δ во время синтеза 3’-5’-моноспирали. Основное назначение этой полимеразы неясно;
- ДНК-полимеразы η, ι, κ, и Rev1 из семейства Y, а также ζ из семейства B. Эти полимеразы задействованы в пропуске поврежденных участков ДНК[9];
- существуют также другие эукариотические ДНК-полимеразы, которые пока недостаточно изучены: θ, λ, φ, σ и μ.

Обнаружены и другие эукариотические полимеразы.
Ни одна эукариотическая полимераза не может отщеплять праймеры, то есть не обладает 5’-3’-экзонуклеазным действием. Эту функцию выполняют другие ферменты.
Только полимеразы, осуществляющие элонгацию (γ, δ и ε), обладают 3'-5'-экзонуклеазными свойствами.